# Глухое (озеро, Курортный район)
Глухо́е — озеро вблизи Сестрорецка, в Курортном районе Санкт-Петербурга, на восток от Сестрорецкого Разлива, в 7 км от посёлка Тарховки и в 3 км северо-восточнее Шалаша Ленина. К водоёму от Шалаша ведёт асфальтированная дорога. Площадь поверхности озера — 17,5 га, по другим данным — 17,4 га. Глубина достигает 3,5 м. Лежит на высоте 10 м над уровнем моря; по данным на 1941 год высота водного зеркала составляла 8,7 м.

## Описание
Озеро находится на территории созданного в 2023 году заказника «Левашовский». Имеет овальную форму, вытянуто с северо-запада на юго-восток. Западный берег заболочен, другие — поросли лесом, состоящим из берёзы и сосны. На северном берегу — берёзово-осиновый лес с участием сосны, ели, вяза шершавого и с доминированием ландыша в травяном ярусе. Является олиготрофным водоёмом. В Глухом имеются популяции охраняемых растений — полушника щетинистого и лобелии Дортмана.
В 480 метрах западнее озера проходит т. н. Ленинская тропа, ведущая от Шалаша Ленина на ж/д станцию Дибуны.

## История
Первоначальное финское название озера — Выпуть-ярви (фин. Viputjärvi), что означает «озеро-западня». Исследователи находят это небольшое озерцо, хотя и без названия, на картах начала 18-го века, когда ещё продолжалось образование Сестрорецкого Разлива.
Финский гидроним появляется на российских картах конца 18-го века и продолжает воспроизводиться вплоть до 1940 года в форме «Выпуярви», «Выту-Ярва», «Wipout-jarwi», равно как и другие соседние финские топонимы. Будучи здесь коренными обитателями, финны вполне освоили эту местность. В 1936 году советские власти полностью очистили от местного финского населения 22-х километровую пограничную полосу вдоль границы с Финляндией.
В 1908 году между озером и устьем реки Чёрной археолог С. С. Гамченко обнаружил и исследовал стоянку первобытного человека, названную им «Сосновая гора». Раскопанные здесь несколько погребальных курганов археолог отнёс к эпохе неолита.
Автор так описывает это место:
Восточнее озёрной пристани темнеет густолесье приозёрной горы, окружённой со всех сторон узким и топким болотом, которое имеет уклон к озеру Выпуярви.Гамченко С. С., 1911, с. 68.
Только на топографической карте РККА территории Карелии и Карельского перешейка 1941 года, а также на других советских картах этого времени водоём получает своё нынешнее название.
В 1950—1980-е годы на северо-западной стороне от озера располагалась одна из загородных испытательных станций (полигонов) НИИ «Электромера» (Санкт-Петербург), на которой проводились испытания различных изделий на устойчивость к воздействию механических и климатических факторов. Испытания проводились и в самом водоёме.

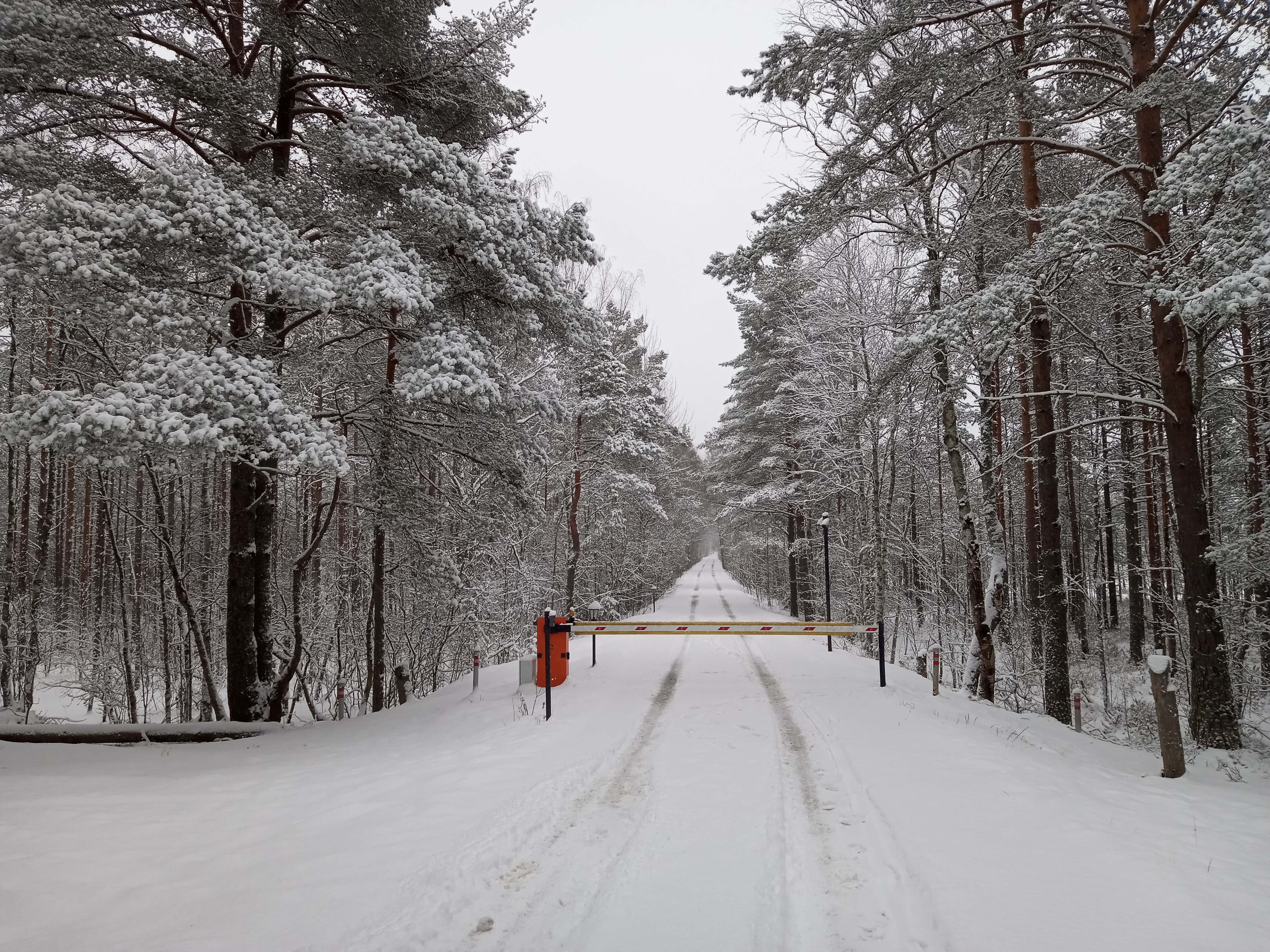
Дорога к Глухому озеру в январе 2025 года

В начале 2010-х годов местность, примыкающая к озеру с севера, разделена на пять участков — товарищество собственников недвижимости «Глухое озеро».
С 2013 года участниками ТСН дорога на Глухое озеро у Шалаша Ленина (за 2,9 км до водоёма) время от времени перекрывается шлагбаумом, рядом ставится КПП с охраной, которые также периодически демонтируются администрацией Курортного района как нарушающие права граждан, поскольку дорога эта общего пользования.